# China Keitetsi
China Keitetsi (sinh năm 1976) là một nhà hoạt động Uganda đã giành được danh tiếng quốc tế với tư cách là một nhà vận động cho hoàn cảnh của những người lính trẻ em. Hồi ký của Keitetsi, một cựu chiến binh trẻ em, đã được dịch sang tiếng Pháp, tiếng Đức, tiếng Nhật, tiếng Trung và các ngôn ngữ khác.

## Tiểu sử
China Keitetsi sinh năm 1976 ở phía tây Uganda. Không có mẹ cô, cô đã dành những năm đầu tiên với cha và bạn gái mới của mình. Năm 1984, khi lên chín tuổi, China bỏ chạy với chị gái và cố gắng tìm mẹ nhưng cô đã rơi vào tay quân đội quốc gia.
Kampala rơi vào ngày 26 tháng 1 năm 1986, và Museveni được tuyên bố là tổng thống, nhưng Uganda vẫn bị ám ảnh bởi nội chiến. Một số nhóm vũ trang đã chiến đấu chống lại chính phủ mới. China, giống như nhiều trẻ em khác đã được NRA tuyển dụng để chiến đấu trong cuộc chiến chống lại chính phủ Obote, vẫn nằm trong hàng ngũ quân đội của chính phủ mới, Lực lượng Quốc phòng Nhân dân Uganda (UPDF).
Giữa năm 1986 và 1995, cô đã kiếm được một số lợi nhuận ngắn cho cuộc sống dân sự nhưng dành phần lớn thời gian của mình trong quân đội chính phủ mới. Cô đã mất rất nhiều bạn bè trong trận chiến và, giống như nhiều cô gái khác, đã bị các sĩ quan cấp trên của cô hãm hiếp nhiều lần.
Sau khi trải qua mười năm trong quân đội Museveni, China đã trốn thoát khỏi quân đội vào năm 1995. Cô chạy trốn với một người bạn qua Kenya, Tanzania, Zambia và Zimbabwe đến Nam Phi, nơi cô nộp đơn xin tị nạn. Bốn năm sau, China tiếp tục lo sợ cho sự an toàn của cô và tìm kiếm sự giúp đỡ từ Bộ Nội vụ. Cô được giới thiệu tới Cao ủy Liên Hợp Quốc về người tị nạn (UNHCR) và được mời di dân tới Đan Mạch.